# Felix Weil
Felix Weil (ur. 1898, Buenos Aires, Argentyna, zm. 1975) – fundator i pierwotne źródło finansowania Instytutu Badań Społecznych we Frankfurcie nad Menem w Niemczech.
Urodził się w rodzinie bogatego kupca pochodzenia żydowskiego Hermanna Weila i jego żony Rosy Weil. W wieku 9 lat został wysłany na naukę do Niemiec do gimnazjum im. Goethego we Frankfurcie.
Po ukończeniu szkoły wstąpił na uniwersytet w Tybindze i Frankfurcie, który ukończył z tytułem doktora nauk politycznych. Podczas nauki na uniwersytetach rozwinęły się jego zainteresowania marksizmem i socjalizmem. Według historyka szkoły frankfurckiej – Martina Jaya – tematem jego dysertacji były „praktyczne problemy zastosowania socjalizmu” (patrz: Jay 1973, s. 5).
W 1922 r. sfinansował Pierwszy Marksistowski Tydzień Roboczy (Erste Marxistische Arbeitswoche) w niemieckim mieście Ilmenau, którego zadaniem było odnalezienie przyczyn klęski marksizmu w krajach Zachodu i opracowanie nowej taktyki walki. W spotkaniu wzięły udział takie osobistości jak György Lukács, Karl Korsch, Richard Sorge, Friedrich Pollock i Karl August Wittfogel. Opierając się na powodzeniu tego przedsięwzięcia, postanowił wraz ze swym przyjacielem Friedrichem Pollockiem założyć Instytut Badań Społecznych w 1924 r.